# Піняєв Іван Данилович
Іва́н Дани́лович Піня́єв (*14 вересня 1923, Напольне тепер Поріцького району Чувашії — †18 грудня 1979, Саранськ) — письменник мокшанського походження, що писав російською мовою.
Заслужений поет МАССР. Лауреат премії Комсомолу Мордовії (1968). Член Спілки письменників СРСР з 1951 р.

## Біографічні відомості
Народився у мокшанській селянській родині. Закінчив Чуваський державний педагогічний інститут (1951).
Працював у газетах «Радянська Чувашія» (1951—1955), «Радянська Мордовія» (1955—1957).
В 1957—1961 рр. — завідувач редакції художньої літератури Мордовського книжкового видавництва, в 1961—1966 рр. — літконсультант, в 1971—1976 рр. — відповідальний секретар правління Спілки письменників Мордовії.
Був учасником Другої світової війни, нагороджений медалями.

## Літературна діяльність
Вірші Піняєва друкувалися на сторінках фронтових газет (1941—1945). У 1950 в Чебоксарах вийшла перша книга «Рідні простори», яка була присвячена мужності народу у Другій світовій війні.

## Поетичні збірки Піняєва
Пізніше в Чебоксарах та Саранську надруковано понад 20 поетичних збірок Піняєва: «Мій підпис» (1956), «Новий дім» (1957), «Людині треба бути красивою» (1968), «Батьківська сорочка» (1973), «Безсмертники» (1980), «Життя продовжується» (1984) тощо.

## Тематика творів
Ліричний герой Піняєва розмірковує про сенс життя, захоплюється красою рідного Присур'я, чарівними хвилями «голубого Дуная», «сказочным венским лесом».
Потреба глибше пізнати духовний світ сучасника спонукало Піняєва до освоєння нових жанрів. Було створено сюжетні поеми «Альона» (1959), «Мужність» (1961), «Золота каблучка» (1963), «Висота» (1975), у яких в епічно масштабних картинах відображено життя та боротьбу мордовського народу на різних етапах історичного розвитку, висвітлено різні долі, характери, прагнення героїв, почуття єдності.
У художньо-документальному романі «Йшла дивізія вперед» дослідив шлях 326-ї Рославльської дивізії, що була сформована на території Мордовії.
Життя сучасних мордовських селян відображено в романі «Я кохаю тебе».

## Твори
- Бригадир Матвей: Поэма. — Саранск, 1957
- Шла дивизия вперед: Роман. — Саранск, 1968
- Я люблю тебя: Роман. — Саранск, 1982.